# Pietro Cirneo
Pietro Cirneo (Pughjale, Felce, Alta Còrsega, 1447 - 1506) fou un sacerdot i escriptor cors, un dels primers de l'illa. Ordenat sacerdot, fou rector de San-Adria-di-Campoloru, on hi va estar fins a la seva mort. És autor d'una obra de referència, De rebus corsicis, que explica la història de Còrsega dels orígens fins al segle xv, i en fa un elogi tant de l'illa com dels habitants, lliures i virtuosos.
Va passar molts anys a Venècia. A la seva obra també tracta sobre la guerra de Ferrara entre la Ferrara i República de Venècia els 1480. La majoria dels habitants actuals de Felce n'estan emparentats.